# WWE Raw
WWE Raw är ett amerikanskt TV-program som visar professionell fribrottning.
Programmet direktsänds på måndagskvällar kl. 20 EST på USA Network. Programmet sändes för första gången 11 januari 1993 och har sedan dess betraktats som World Wrestling Entertainments flaggskepp. Från september 2000 till oktober 2005 sändes WWE Raw på Spike TV (tidigare TNN) men sändes därefter igen på USA Network där programmet fortfarande sänds.